# Gérard Larrousse
Gérard Larrousse (Lyon, 1940. május 23. –) francia autóversenyző, a Le Mans-i 24 órás autóverseny kétszeres győztese, a Larrousse Formula–1-es csapatának volt tulajdonosa.

## Pályafutása

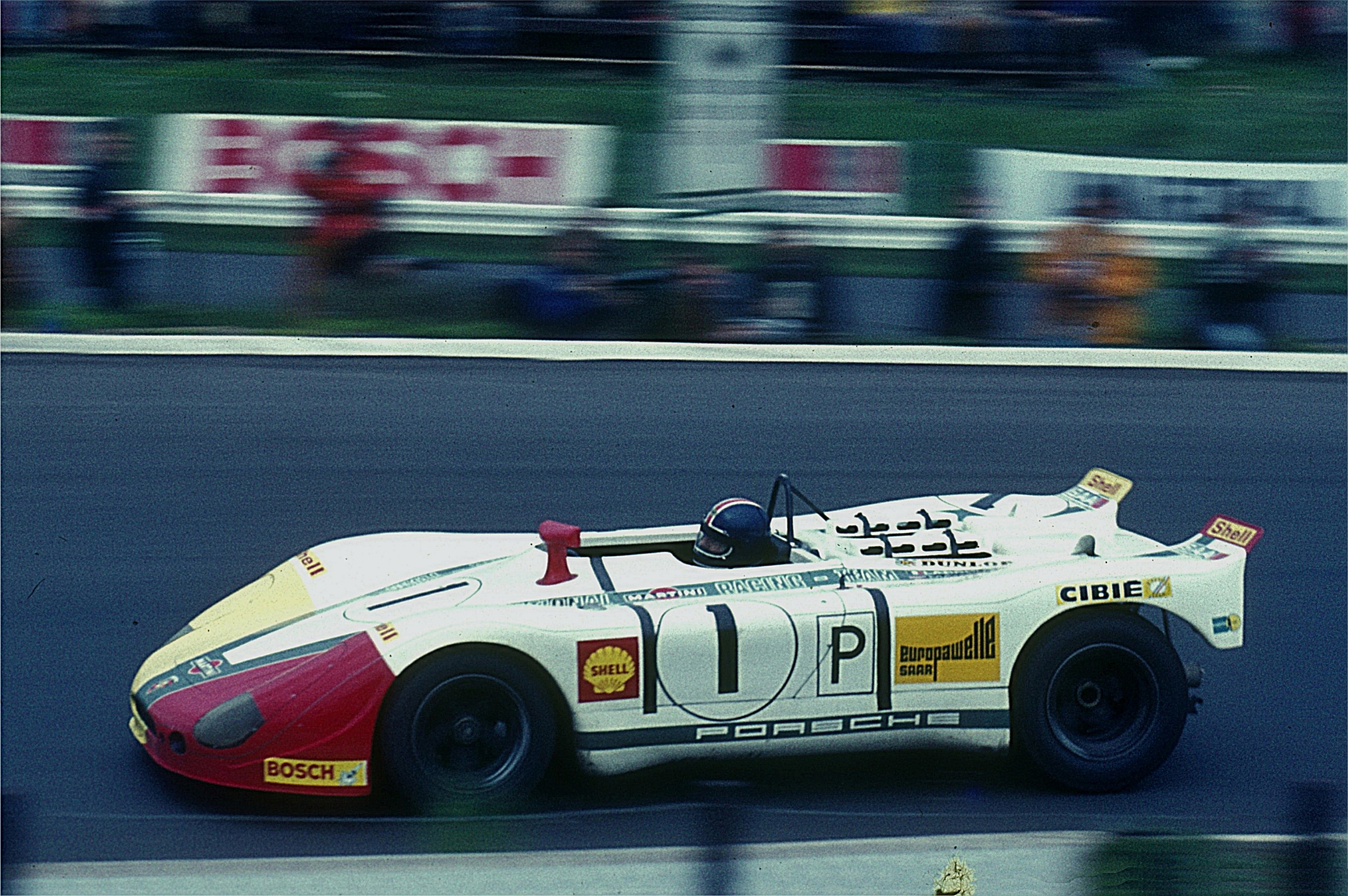
Gérard 1970-ben

Pályafutása kezdetén raliversenyeken vett részt. 1969-ben megnyerte a Korzika-ralit, valamint három alkalommal (1969, 1970, 1972) lett második a Monte Carlo-ralin.
1971-ben, Vic Elford társaként győzött a Sebringi 12 órás autóversenyen, és a Nürburgringi 1000 km-es futamon. 1973-ban és 1974-ben megnyerte a Le Mans-i 24 órás versenyt honfitársával, Henri Pescarolóval.
Az 1975-ös európai Formula–2-es bajnokságban egy futamgyőzelemmel negyedikként végzett.
1974-ben két Formula–1-es versenyen vett részt. 1987-től 1994-ig pedig saját alapítású csapata vezetőjeként volt jelen a sorozatban.

## Eredményei

### Le Mans-i 24 órás autóverseny
| Év   | Csapat                         | Autó               | Csapattárs        | Csapattárs      | Helyezés |
| ---- | ------------------------------ | ------------------ | ----------------- | --------------- | -------- |
| 1967 | Ecurie Savin-Calberson         | Alpine A210        | Patrick Depailler |                 | Kiesett  |
| 1968 | Société des Automobiles Alpine | Alpine A220        | Henri Grandsire   |                 | Kiesett  |
| 1969 | Porsche System Engineering     | Porsche 908        | Hans Herrmann     |                 | 2.       |
| 1970 | Martini Racing Team            | Porsche 917        | Willy Kauhsen     |                 | 2.       |
| 1971 | Martini Racing Team            | Porsche 917        | Vic Elford        |                 | Kiesett  |
| 1972 | Ecurie Bonnier Switzerland     | Lola T280          | Joakim Bonnier    | Gijs van Lennep | Kiesett  |
| 1973 | Equipe Matra-Simca Shell       | Matra-Simca MS670B | Henri Pescarolo   |                 | 1.       |
| 1974 | Équipe Gitanes                 | Matra-Simca MS670C | Henri Pescarolo   |                 | 1.       |

### Teljes Formula–1-es eredménysorozata
(Táblázat értelmezése)

(Félkövér: pole-pozícióból indult; dőlt: leggyorsabb kört futott) 

| Év   | Csapat           | Modell       | Motor   | 1   | 2   | 3   | 4   | 5      | 6   | 7   | 8   | 9      | 10  | 11  | 12  | 13  | 14  | 15  | Helyezés | Pont |
| ---- | ---------------- | ------------ | ------- | --- | --- | --- | --- | ------ | --- | --- | --- | ------ | --- | --- | --- | --- | --- | --- | -------- | ---- |
| 1974 | Scuderia Finotto | Brabham BT42 | Ford V8 | ARG | BRA | RSA | ESP | BEL Ki | MON | SWE | NED | FRA Nk | GBR | GER | AUT | ITA | CAN | USA |          | 0    |